# Gabriel Stanisław Rzyszczewski
Gabriel Stanisław Rzyszczewski  herbu Pobóg (ur. w 1780 w Żukowcach na Wołyniu, zm. w 1857 tamże) – generał wojska polskiego, uczestnik wojen napoleońskich.

## Życiorys
Był synem Adama Rzyszczewskiego i Honoraty Myszki-Chołoniewskiej, herbu Korczak (ur. ok. 1740). Ślub zawarł z księżniczką Celestyną Czartoryską (na Korcu i Oleksińcach) herbu Pogoń Litewska (ur. 1790 w Warszawie, zm. w Dubnie w 1850), która urodziła sześcioro dzieci, między innymi Józefa Adama Rzyszczewskiego (1813–1884) i Leona Rzyszczewskiego (1815–1882), wydawca źródeł politycznych.
Przed 1809 był porucznikiem w armii rosyjskiej i brał udział w bitwie pod Austerlitz. W początkach czerwca 1809 jako chorąży krzemieniecki przyprowadził 300 konnych ochotników do Tarnopola do oddziału Piotra Strzyżewskiego. Brał udział w wojnach napoleońskich jako pułkownik – dowódca 12 pułku ułanów w 16 DP w korpusie ks. Józefa Poniatowskiego. Awansowany na generała. W 1812 przystąpił do Konfederacji Generalnej Królestwa Polskiego

## Odznaczenia
- Krzyż Kawalerski Orderu Wojennego Virtuti Militari (1810)[2]
- Krzyż Złoty Orderu Wojennego Virtuti Militari (1812)[2]
- Order Świętej Anny (1805, Rosja)[2]
- Kawaler Orderu Legii Honorowej (1812, Francja)[2]
- Kawaler Orderu Maltańskiego